# Četiri ruže
Četiri ruže je srpski film iz 2019. godine.

## Radnja
Film “Četiri ruže” је krimi-drama sa elementima komedije. Prikazuje urbani mozaik gradskih likova, koje u ispovesti jedne beogradske noći, povezuje neutoljiva želja za lakom lovom, dobrim provodom i bezbrižnim jutrom. Iza kulisa carstva poroka u noćnom klubu Četiri ruže, u centru mozaika, gde se vodi bespoštedna borba, često i sa one strane zakona, naći će se jedan običan čovek. U bezuspešnom pokušaju da od svega pobegne, shvata da će uspeti samo ako u pomoć pozove sve ono što je u međuvremenu izgubio: ljubav, iskrenost i veru.
Šule u Beograd dolazi iz provincije, i već prvog dana uz posao obezbeđenja u lokalnom klubu, dobija nadimak Tarzan. U želji da bude deo gradske ekipe, on postaje “momak za sve”. Ispunjava svaki zahtev nadređenih. Tarzan želi da stekne poverenje svih. To će mu donekle i poći za rukom, i niko neće naslutiti da se iza njegovog pitomog lica krije velika tajna. Kada na beogradske ulice padne noć, klub „Četiri ruže“ otvoriće svoja vrata. Ka njemu će se sa periferije grada uputiti četiri devojke da proslave ugradnju silikona, večiti student Momčilo, fatalna glumica Tijana, vidovita Biki i ostala otkačena ekipa iz kraja. Svaka noć u klubu Četiri ruže pamtiće se po nečemu. Međutim, baš ova noć, u kojoj Tarzan iznenada nestaje, za sobom će povući niz događaja koji će do jutra svima njima promeniti živote.

## Uloge
| Glumac              | Uloga             |
| ------------------- | ----------------- |
| Miloš Samolov       | Tarzan            |
| Gagi Jovanović      | Branko            |
| Srđan Todorović     | Sloba             |
| Milutin Milošević   | Momčilo           |
| Sonja Kolačarić     | Laura             |
| Gordan Kičić        | Žile              |
| Boris Milivojević   | Beli              |
| Tihomir Stanić      | Moma              |
| Sanja Mikitišin     | Komšinica         |
| Dragana Dabović     | Biki              |
| Nada Macanković     | Tijana            |
| Jana Milić          | Medicinska sestra |
| Jelena Jokić        | Ajla              |
| Marta Milosavljević | Zvonce            |
| Miljana Popović     | Coe               |
| Tara Toševski       | Srna              |